# Mistrovství světa v alpském lyžování 2011 – sjezd žen
Soutěž ve sjezdu žen na mistrovství světa v alpském lyžování 2011 se konala 13. února jako pátý závod šampionátu, který startoval v 11:00 hodin místního času. Zúčastnilo se jej 36 lyžařek ze 16 zemí.

## Výsledky

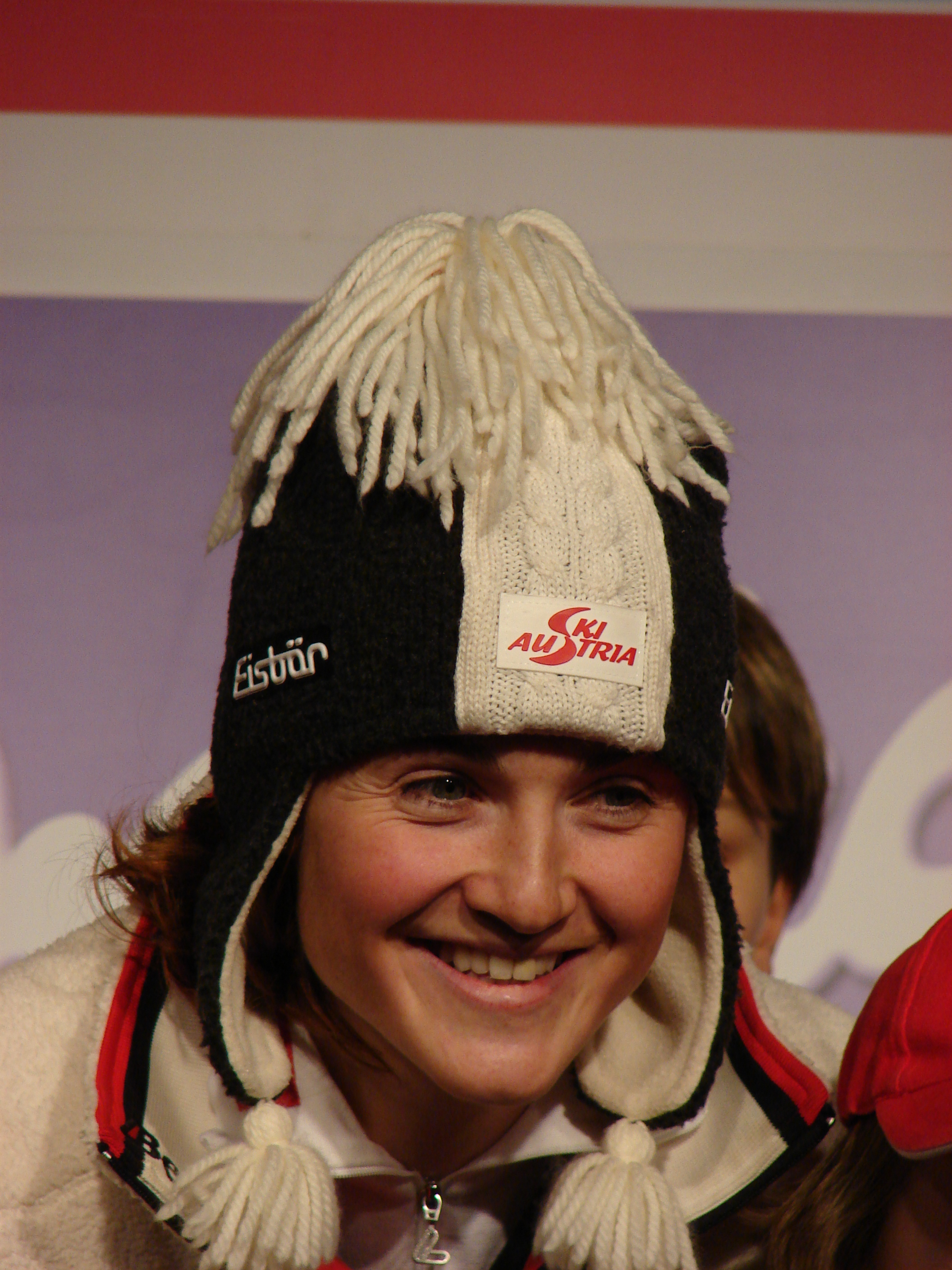
Elisabeth Görglová – mistryně světa.

| Pořadí | Č. | Závodnice                        | Stát                   | Čas     | Ztráta |
| ------ | -- | -------------------------------- | ---------------------- | ------- | ------ |
| 1      | 16 | Elisabeth Görglová               | Rakousko               | 1:47.24 | —      |
| 2      | 20 | Lindsey Vonnová                  | Spojené státy americké | 1:47.68 | +0.44  |
| 3      | 17 | Maria Rieschová                  | Německo                | 1:47.84 | +0.60  |
| 4      | 13 | Lara Gutová-Behramiová           | Švýcarsko              | 1:48.18 | +0.94  |
| 5      | 29 | Tina Mazeová                     | Slovinsko              | 1:48.22 | +0.98  |
| 6      | 18 | Julia Mancusová                  | Spojené státy americké | 1:48.30 | +1.06  |
| 7      | 22 | Daniela Merighettiová            | Itálie                 | 1:48.66 | +1.42  |
| 8      | 10 | Dominique Gisinová               | Švýcarsko              | 1:48.70 | +1.46  |
| 9      | 9  | Andrea Fischbacherová            | Rakousko               | 1:48.86 | +1.62  |
| 10     | 1  | Laurenne Rossová                 | Spojené státy americké | 1:48.87 | +1.63  |
| 11     | 19 | Anja Pärsonová                   | Švédsko                | 1:49.02 | +1.78  |
| 12     | 2  | Maruša Ferková                   | Slovinsko              | 1:49.04 | +1.80  |
| 13     | 15 | Fabienne Suterová                | Švýcarsko              | 1:49.14 | +1.90  |
| 14     | 21 | Nadja Kamerová                   | Švýcarsko              | 1:49.19 | +1.95  |
| 15     | 25 | Britt Janyková                   | Kanada                 | 1:49.35 | +2.11  |
| 16     | 7  | Elena Fanchiniová                | Itálie                 | 1:49.53 | +2.29  |
| 17     | 14 | Anna Fenningerová                | Rakousko               | 1:49.60 | +2.36  |
| 18     | 11 | Ingrid Jacquemodová              | Francie                | 1:49.72 | +2.48  |
| 19     | 4  | Carolina Ruizová Castillová      | Španělsko              | 1:50.05 | +2.81  |
| 20     | 12 | Marion Rollandová                | Francie                | 1:50.09 | +2.85  |
| 21     | 26 | Johanna Schnarfová               | Itálie                 | 1:50.15 | +2.91  |
| 22     | 8  | Marie Marchandová-Arvierová      | Francie                | 1:50.18 | +2.94  |
| 23     | 24 | Regina Maderová                  | Rakousko               | 1:50.33 | +3.09  |
| 24     | 3  | Alexandra Colettiová             | Monako                 | 1:50.39 | +3.15  |
| 25     | 28 | Stacey Cooková                   | Spojené státy americké | 1:50.53 | +3.29  |
| 26     | 30 | Aurelie Revilletová              | Francie                | 1:50.94 | +3.70  |
| 27     | 27 | Verena Stufferová                | Itálie                 | 1:50.97 | +3.73  |
| 28     | 6  | Klára Křížová                    | Česko                  | 1:52.46 | +5.22  |
| 29     | 32 | María Bélen Simariová Birknerová | Argentina              | 1:53.92 | +6.68  |
| 30     | 35 | Daniela Marková                  | Česko                  | 1:56.08 | +8.84  |
| 31     | 31 | Macarena Simariová Birknerová    | Argentina              | 1:56.13 | +8.89  |
| 32     | 33 | Pavla Klicnarová                 | Česko                  | 1:56.37 | +9.13  |
| 33     | 34 | Anna Bereczová                   | Maďarsko               | 1:57.91 | +10.67 |
| 34     | 36 | Bogdana Macocká                  | Ukrajina               | 1:59.04 | +11.80 |
|        | 5  | Leanne Smithová                  | Spojené státy americké | DNF     |        |
|        | 23 | Lotte Smisethová Sejerstedová    | Norsko                 | DNF     |        |

Soutěž ve sjezdu žen na mistrovství světa v alpském lyžování 2011.
Legenda
- Č. – startovní číslo závodníka
- DNS – závodník nenastoupil na start
- DNF – závodník nedojel do cíle